# Давид Каядо
Давид Каядо Диас (роден на 2 май 1987 в Люксембург, Люксембург) е португалски футболист, играе като крило и се състезава за испанския Понферадина.

## Клубна кариера
Каядо стартира кариерата си в отбора на Спортинг Лисабон, но записва само едно участие като резерва за първия отбор. Единственото си участие записва срещу Спортинг Брага на 7 януари 2006 г., заменяйки Родриго Тело. През сезони 2006/07 и 2007/08 Каядо е под наем в отбора на Ещорил Прая.
През 2008 г. подписва с новака в Примейра Лига Трофенсе. През сезона изиграва 17 мача в португалския елит, но отбора му изпада в края на сезона. През юни 2009 год е пратен под наем в отбора от полската Екстракласа Заглембе Любин.
През лятото на 2010 г. подписва с кипърския Олимпиакос Никозия.
През декември 2011 г. Каядо подписва за две години и половина с българския Берое. Дебютът в А футболна група прави на 3 март 2012 г. срещу Лудогорец, а Берое губи мача с 3-0. На 17 март 2012 г. Каядо отбелязва първия си гол за Берое срещу отбора на Черноморец Бургас. Завършва сезона с 13 мача и шест гола.

## Национален отбор
През 2003 г. Каядо изиграва 3 мача за националния отбор на Португалия до 16 години.
През 2006 г. взима участие в два мача на националния отбор на Португалия до 19 години.